# مانتلای طلایی
مانتلای طلایی (نام علمی: Mantella aurantiaca) یک قورباغه کوچک و زمینی بومزاد ماداگاسکار است. این جانور، توزیع بسیار محدودی در چند منطقه در ماداگاسکار دارد. این قورباغه، یکی از در معرض‌خطرترین گونه‌های دوزیستان ماداگاسکار است. پراکنش محدود آن در منطقه‌ای با فعالیت‌های انسانی بالا از عوامل تهدید نسل این قورباغه است. همچنین ممکن است نسل آن‌ها به‌دلیل زنده‌گیری و تجارت بیش از حد به‌منظور فروش آن‌ها به‌عنوان حیوان خانگی، در معرض تهدید باشد.

## توصیف
مانتلای طلایی، قورباغه‌ای به رنگ زرد، نارنجی یا قرمز به اندازهٔ ۲۰ تا ۲۶ میلی‌متر است. پوست روشن و رنگ آن، به شکارچیان هشدار می‌دهد که این قورباغه سمی است. تصور می‌شود که رنگ‌های درخشانی که مانتلای طلایی دارد، نمونه‌ای از رنگ هشدار است که به شکارچیان، از ماهیت سمی قورباغه هشدار می‌دهد.

## بوم‌شناسی و رفتار
مانتلای طلایی در طول ماه‌های زمستانی از مه تا اکتبر، تا حد بالایی غیرفعال باقی می‌ماند. هنگام بارش باران و گرم شدن هوا، این قورباغه‌ها از مخفیگاه خود بیرون می‌آیند و از تالاب‌های کوچک و گودال‌های به‌وجودآمده، برای تولید مثل استفاده می‌کنند. تخم‌ها در خشکی در بستر مرطوب در نزدیکی آب گذاشته می‌شوند.
مانتلای طلایی دارای رژیم غذایی بی‌مهرگان کوچک است. این طعمه‌ها در طبیعت، عمدتاً از کنه‌ها، مورچه‌ها و مگس‌ها هستند. این قورباغه‌ها سموم پوست خود را از رژیم غذایی خود می‌گیرند. این سموم عبارت‌اند از پومیلیوتوکسین، آلوپومیلیوتوکسین، آلکالوئیدهای هوموپومیلیوتوکسین، پیرولیزیدین‌ها، ایندولیزیدین‌ها و کوینولیزیدین‌ها.
این جانور اگرچه سمی است، اما شکار آن توسط گونه‌هایی از مارها در طبیعت دیده شده‌است.

### در اسارت
امروزه جمعیت وحشی مانتلای طلایی، تحت تأثیر تجارت حیوانات خانگی و در معرض تهدید قرار دارد و توسط برخی مجموعه‌داران و مؤسسات جانورشناسی در اسارت نگهداری می‌شود. این قورباغه‌ها به‌دلیل فعالیت روزانه، رنگ‌بندی جذاب و سهولت نسبی نگهداری از آن‌ها، به‌عنوان یک حیوان خانگی، محبوبیت دارند. اکنون برنامه‌هایی برای آغاز یک برنامهٔ تنظیم‌شدهٔ قانونی برای حفاظت از این گونه در دست اجراست.